# Arno Morales
Arno Morales es un actor filipino.

## Filmografía

### Televisión
| Año  | Título                                         | Papel  | Notas |
| 2007 | Star Magic Presents: Abt Ur Luv Lyf 2          | Prince |       |
| 2008 | Star Magic Presents: Astigs in Haay...skul Lyf | Dexter |       |
| 2008 | Star Magic Presents: Astigs in Luvin' Lyf      |        |       |

### Película
| Año  | Título              | Papel | Notas |
| 2008 | A Very Special Love |       |       |